# Tabus
Tabus (Grieks: Ταβος) was een heros in Lydië, van wie de stad Tabae in Lydië haar naam zou hebben afgeleid (Steph. Byz., s.v. Ταβαι.).

## Referentie
- L. Schmitz, art. Tabus, in W. Smith, A Dictionary of Greek and Roman Biography and Mythology, Londen, 1870, III, p. 966.